# مکس فلیشر ۱۲۲۱۸
سیارک ۱۲۲۱۸ (به انگلیسی: 12218 Fleischer، نام‌گذاری: 1982RK) دوازده هزار و دویست و هجدهمین سیارک کشف شده‌است که در ۱۵ سپتامبر ۱۹۸۲ کشف شد.